# North Country Blues
«North Country Blues» es una canción escrita por el cantante estadounidense Bob Dylan y publicada en su álbum de 1964 The Times They Are A-Changin'.